# Monodia (obra orquestral)
Monodia, preludi per a orquestra de Jaume Pahissa, és una de les obres musicals més originals de les avantguardes catalanes. Es va estrenar el 12 d'octubre del 1925 a les deu de la nit, al Coliseum de Barcelona. La interpretació va ser a càrrec de l'Orquestra Pau Casals, dirigida pel mateix Pahissa. Amb Monodia, Pahissa va exhibir clarament les seves experimentacions constructives i tímbriques a partir de les dissonàncies pròpies del sistema emprat (inventat per ell): la intertonalitat.

## Història
El 1921 Jaume Pahissa va estrenar diverses obres simfòniques per a l'Orquestra Pau Casals. També va ser l'any de l'estrena de Nit de somnis (compost el 1919), una obra pionera de l'avantguarda musical, en utilitzar per primer cop el sistema que va anomenar intertonalitat. Aquest sistema l'utilitzaria també en les seves obres posteriors Monodia (1925) i Suite intertonal (1926). Fou interpretada al Festival Pahissa al Palau Nacional en 1930.
Per entendre la profunditat dels avenços de la seva música, de la qual la Monodia n'és un bon exemple, només cal remetre’ns a l'article publicat per Xavier Montsalvatge el 8 d'octubre de 1980 a La Vanguàrdia, en commemoració del centenari del naixement del mestre Pahissa, del qual en faig la traducció d'un extracte:
<<Pahissa, que en el teatre i en les seves cançons i en part de la seva música de cambra va seguir la tradició romàntica germànica, malgrat evolucionés sobre aquelles premisses infonent-li un sentit obertament mediterrani, en les nombroses partitures simfòniques que simultàniament creava, va revelar una inquietud i un afany renovador decidit que va originar vives polèmiques entre la crítica i l'opinió general del moment. Ja el 1919 amb el poema simfònic “Nit de somnis” va desorientar a tots els que seguien la seva evolució i pocs anys després amb “Monodia” i “Suite intertonal”, ambdues realitzacions estrenades per l'Orquestra Pau Casals, va imposar un personalíssim concepte de les noves perspectives atonals que es forjaven en el si de l'escola vienesa encapçalada per Schönberg, si bé encara no hem sabut determinar si va arribar a assimilar-les ni si tan sols va arribar a conèixer-les en profunditat.>>
L'obra està dedicada a Manuel Roviralta Alemany (1882-1961), un industrial que, juntament amb el seu germà Josep M. (1880-1960), va tenir una activa presència en el món artístic i cultural de la Barcelona del seu temps, practicant el mecenatge en activitats artístiques i l'altruisme en l'àmbit assistencial.

## Estructura
La composició consta d'un únic moviment simfònic amb certes articulacions internes. Tal com diu el mateix Pahissa a la nota de l'autor, la seva voluntat amb aquesta obra era demostrar que es podia escriure música sense harmonia, ja que l'harmonia no és un factor de l'efecte que ens produeix la música com a pura emoció artística.

### Esquema formal
| Parts | Contingut musical                         | Compassos |
| ----- | ----------------------------------------- | --------- |
| 1a    | Primer tema                               | 1-5       |
| 1a    | Variant del primer tema                   | 6-10      |
| 1a    | Segon tema                                | 10-13     |
| 1a    | Grup final                                | 14-18     |
| 2a    | Variant del segon tema                    | 19-24     |
| 2a    | Recordatori de la variant del primer tema | 25-28     |
| 2a    | Continuació de la variant del segon tema  | 29-33     |
| 3a    | Repetició més lenta                       | 34-36     |
| 3a    | Ampliació de l'àmbit                      | 37-39     |
| 3a    | Pujada al registre agut                   | 39-45     |
| 4a    | Repetició temàtica en registre agut       | 45-48     |
| 4a    | Acceleració                               | 48-66     |
| 5a    | Tema de l'Allegretto                      | 67-80     |
| 6a    | Tema del Lento                            | 81-88     |
| 7a    | Grup final, semblant al primer tema       | 89-114    |

### Nota
L'autor va escriure el següent text –que tradueixo– als programes del concert de l'estrena per aclarir la seva intenció artística:
<<El misteriós efecte que ens produeix la música no prové ni dels mitjans d'expressió externa –l'orquestra, les veus, el quartet, el piano, etc.- ni tan sols dels seus elements essencials –melodia, harmonia, ritme- ni menys encara d'altres condicions accidentals o passatgeres –originalitat, tipisme, modernitat, senzillesa, complicació, etc.-, sinó d'un valor inexplicable que la pura emoció artística de l'autor ha sabut infondre-li.
En conseqüència d'aquestes consideracions, he cregut que de la mateixa manera que s'utilitzen en les obres musicals, els mil recursos, i la riquesa i combinacions inesgotables de l'harmonia, es podien també escriure obres prescindint d'ella en absolut; i he compost Monodia –que vol dir un sol cant- en el transcurs complet de la qual no es troba un sol interval harmònic que no sigui uníson o octava.
No tinc coneixement que s'hagi escrit obra alguna, segons aquesta norma, per a orquestra.>>

### Comentaris analítics
L'obra presenta una fantasia lliure del pensament musical, sense temes tancats ni estructures rítmiques clarament configurades. Es tracta més aviat d'un flux constant de música, més proper a la variació brahmsiana que al serialisme integral.
Rítmicament, l'obra comença i acaba en valors llargs. Aquesta idea macroscòpica s'aplica també ja des de la primera frase de cinc compasos, amb una acceleració i una desacceleració. És digne de destacar-se el recurs que fa servir Pahissa de la inversió direccional de les notes entre els instruments aguts i els greus, creant un àmbit que s'eixampla i s'arronsa. A la segona frase tenim una variació de la primera. A partir del compàs deu sorgeixen les corxeres i als compassos 14-18 hi ha una desacceleració (idea, com veiem, no només aplicada a la primera frase i a tota l'obra). Són com nines russes d'estructuració rítmica, però sempre d'una manera lliure, no matemàtica.
A partir del compàs 19 tenim un tema rítmic, que ja havia aparegut als compassos 10-11 per primer cop, però com a cas aïllat; ara, en canvi, es tracta d'una idea recurrent, és a dir, pròpiament d'un tema. Resulta especialment interessant la diferenciació tímbrica de violes, violoncels i contrabaixos, que li atorguen una aparença de melodia acompanyada. Del compàs 25 al 28 apareix una reminiscència de la segona frase, però sense conseqüències posteriors. Sembla que Pahissa juga amb la nostra memòria rítmico-melòdica.
El compàs 42 conté una idea que es repetirà tres compassos més tard, però transformada. A partir d'aquí el registre es va quedant en els aguts i hi ha una acceleració rítmica constant fins a arribar al trèmolo dels compassos 63-65. Què hi ha més ràpid que l'acceleració dels atacs? La permanència del so (compàs 66). Per arribar en aquest punt ha utilitzat només les fustes.
Al compàs 67 tenim una indicació nova: Allegretto, que representa una nova secció dins el moviment general de Lento a piacere. Sembla un reflex del que passava a partir del compàs 21, però un reflex sobre un mirall trencat.
Llavors arribem al ritardando del c.80 i al Lento del 81. Això fa que tinguem la sensació de tornar a casa, al nostre tempo inicial. Però aquí es queda la corda sola. Al compàs 89 apareixerà un tutti orquestral per primera vegada, amb la secció de metall al complet.
I la peça termina com comença: amb una espècie d'himne religiós, solemne, transcendent, hipnòtic.